# Anna Jędrzejczyk

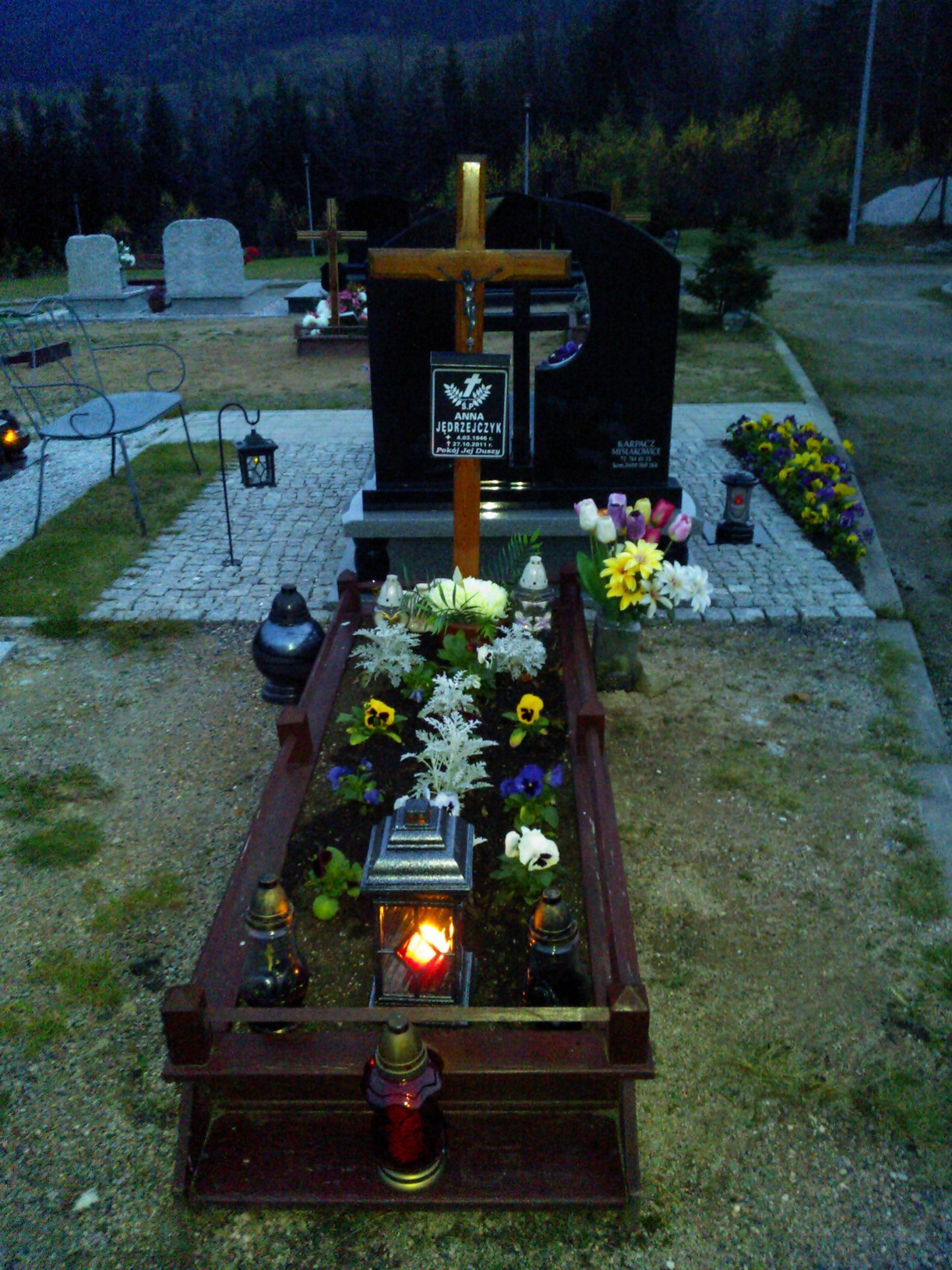
Grób Anny Jędrzejczyk, Cmentarz Komunalny w Karpaczu, 25 października 2013

Anna Jędrzejczyk (ur. 1946 w Łomnicy k. Nowego Tomyśla, zm. 26 października 2011 w Karpaczu) – polska poetka, pedagog, animatorka kultury związana z Jeleniogórskim Klubem Literackim. Zawodowo i społecznie związana z oświatą – jako polonistka, harcerka, wychowawczyni młodzieży.
Od 1968 r. mieszkanka Karpacza. Autorka nieoficjalnego hymnu tej miejscowości.
W 2008 r. wydała debiutancki tomik poezji Dogonić siebie. Zawarte w nim wiersze inspirowane są m.in. Dekalogiem, opisują piękno karkonoskiej przyrody. Jej twórczość można odnaleźć również w almanachach m.in. Na tropie karkonoskich pegazów (wyd. Jelenia Góra, 2006), Pod wzgórzami słowa (wyd. Karpacz-Jelenia Góra, 2006).